# Большая Севастьяновка
Больша́я Севастья́новка (укр. Велика Севастянівка) — село в Уманском районе Черкасской области Украины.
Почтовый индекс — 20045. Телефонный код — 4745. В семи километрах от села на линии Христиновка-Казатин находится железнодорожная станция Севастьяновка.

## Население
Население по переписи 2001 года составляло 3006 человек. По данным на 01.01.2025 года составляло 2307 человек.

### Языковой состав
Родной язык населения по данным переписи 2001 года:
| Язык       | Численность, чел. | Доля     |
| ---------- | ----------------- | -------- |
| Украинский | 2 955             | 98,30 %  |
| Русский    | 49                | 1,63 %   |
| Другое     | 2                 | 0,07 %   |
| Итого      | 3 006             | 100,00 % |

## Персоналии
В селе родились:
- Черный Иван Харитонович — Заслуженный работник сельского хозяйства УССР, кавалер ордена Трудового Красного знамени.

## Местный совет
20045, Черкасская обл., Христиновский р-н, с. Большая Севастьяновка

## Ссылки

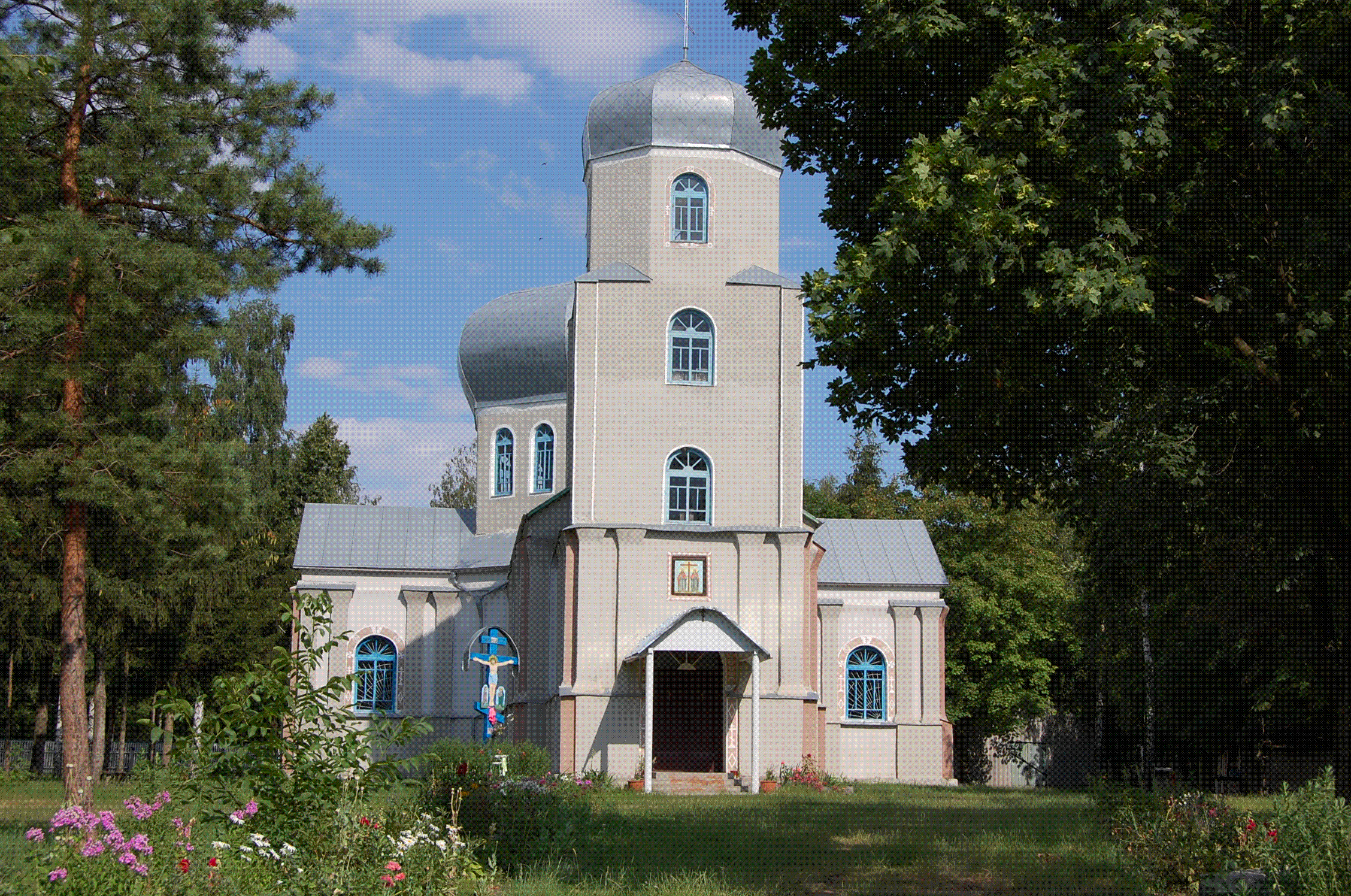
Крестовоздвиженская церковь
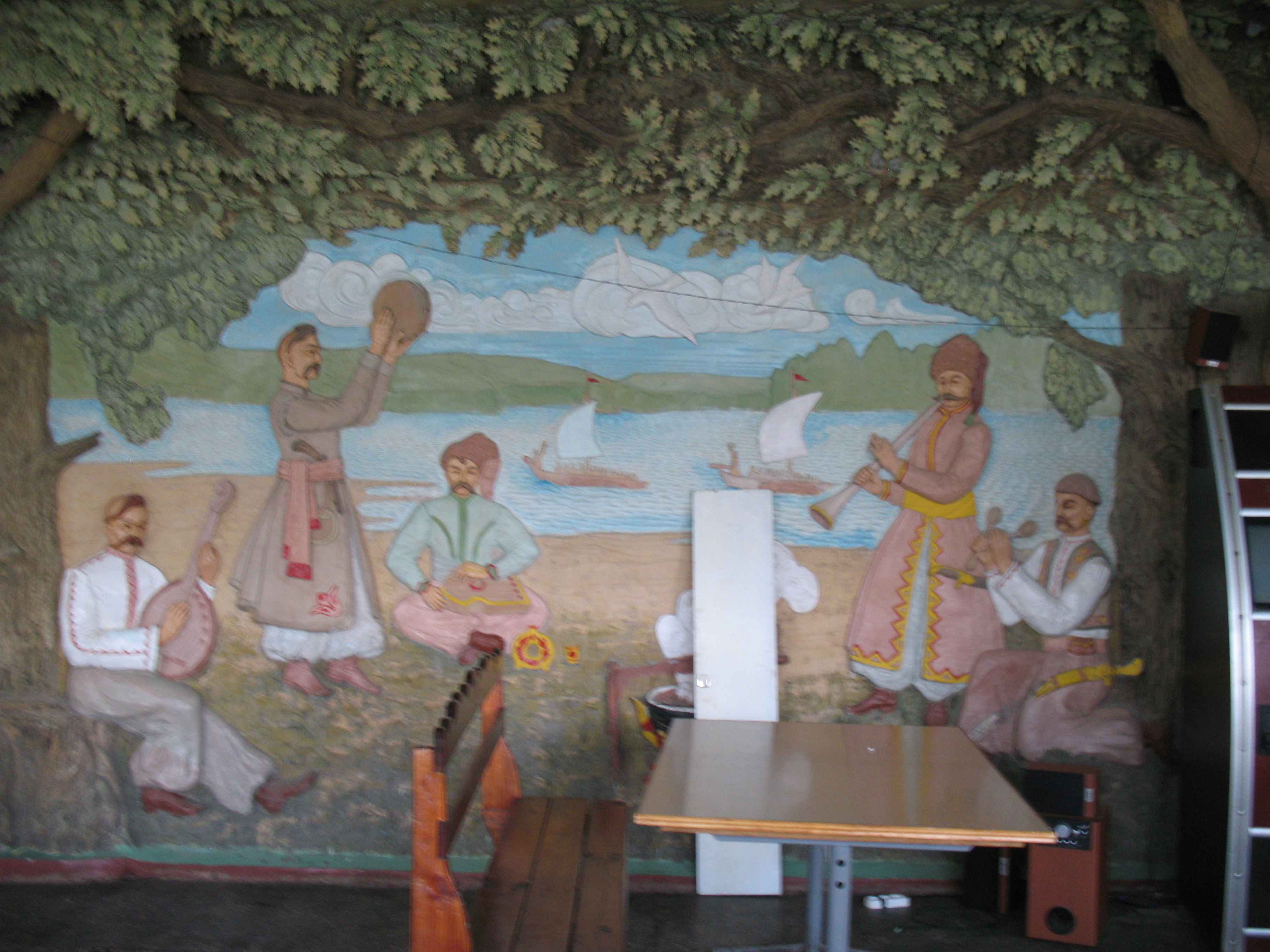
Казацкая картина
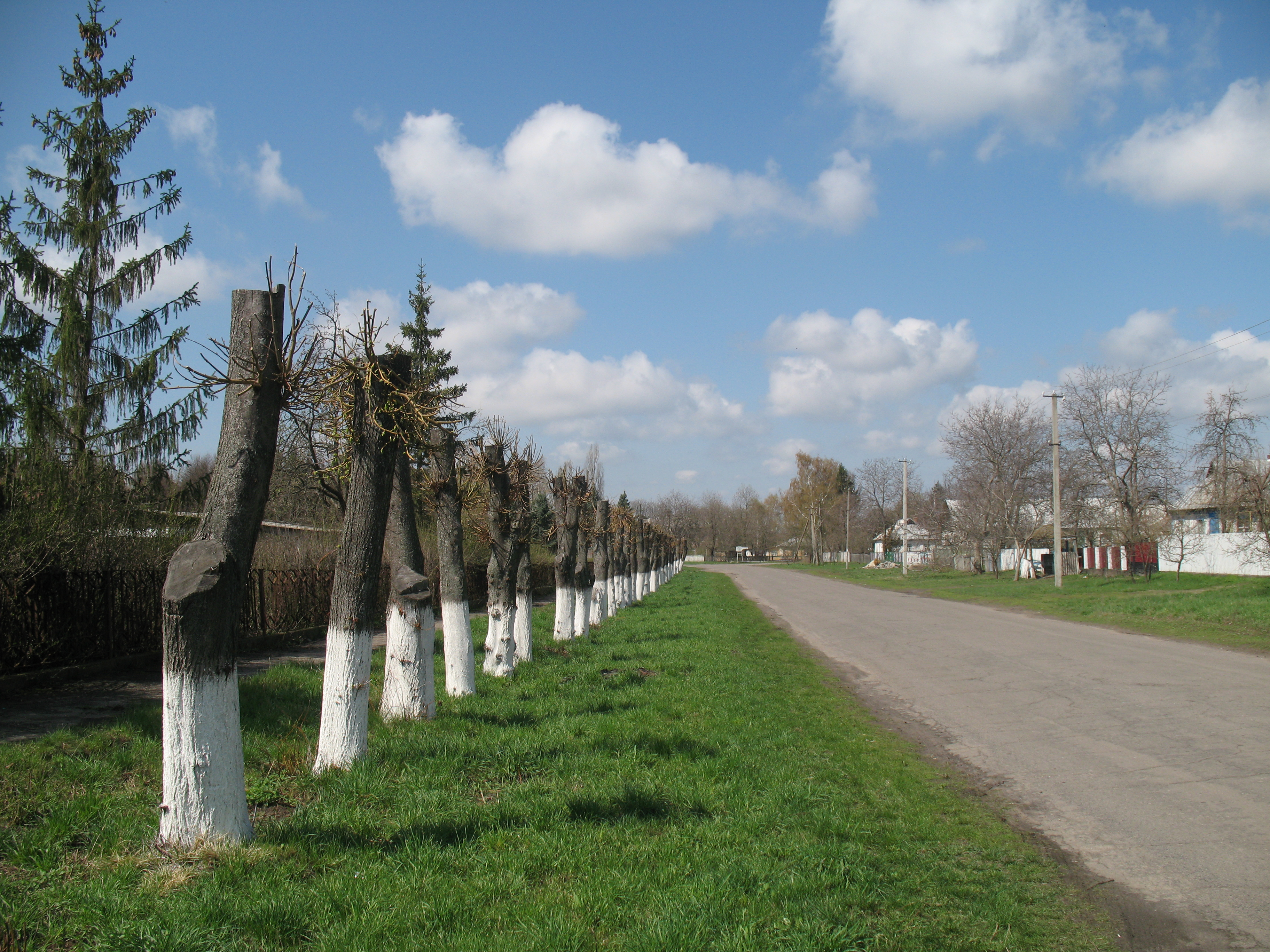
Главная улица
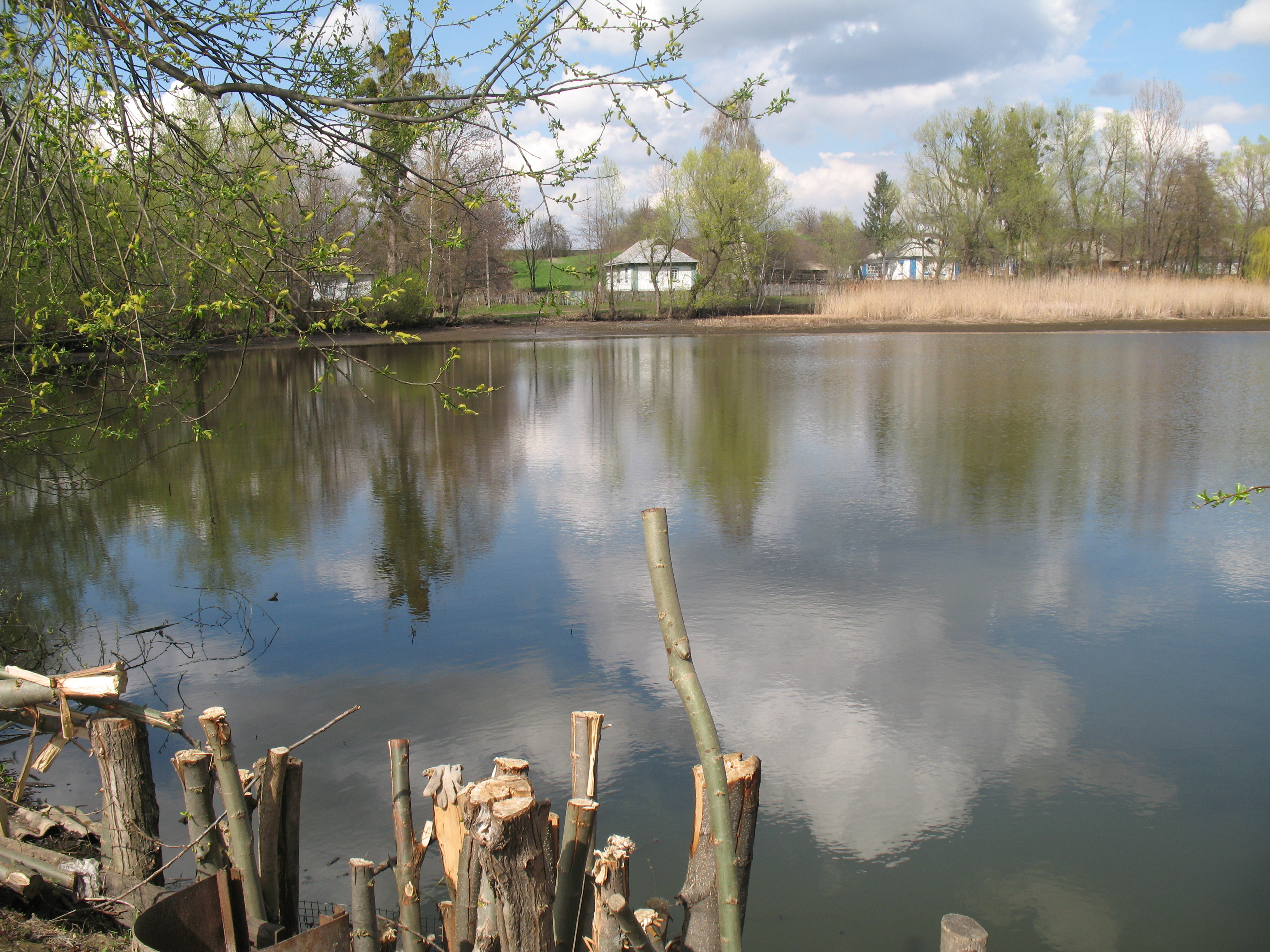
Пруд
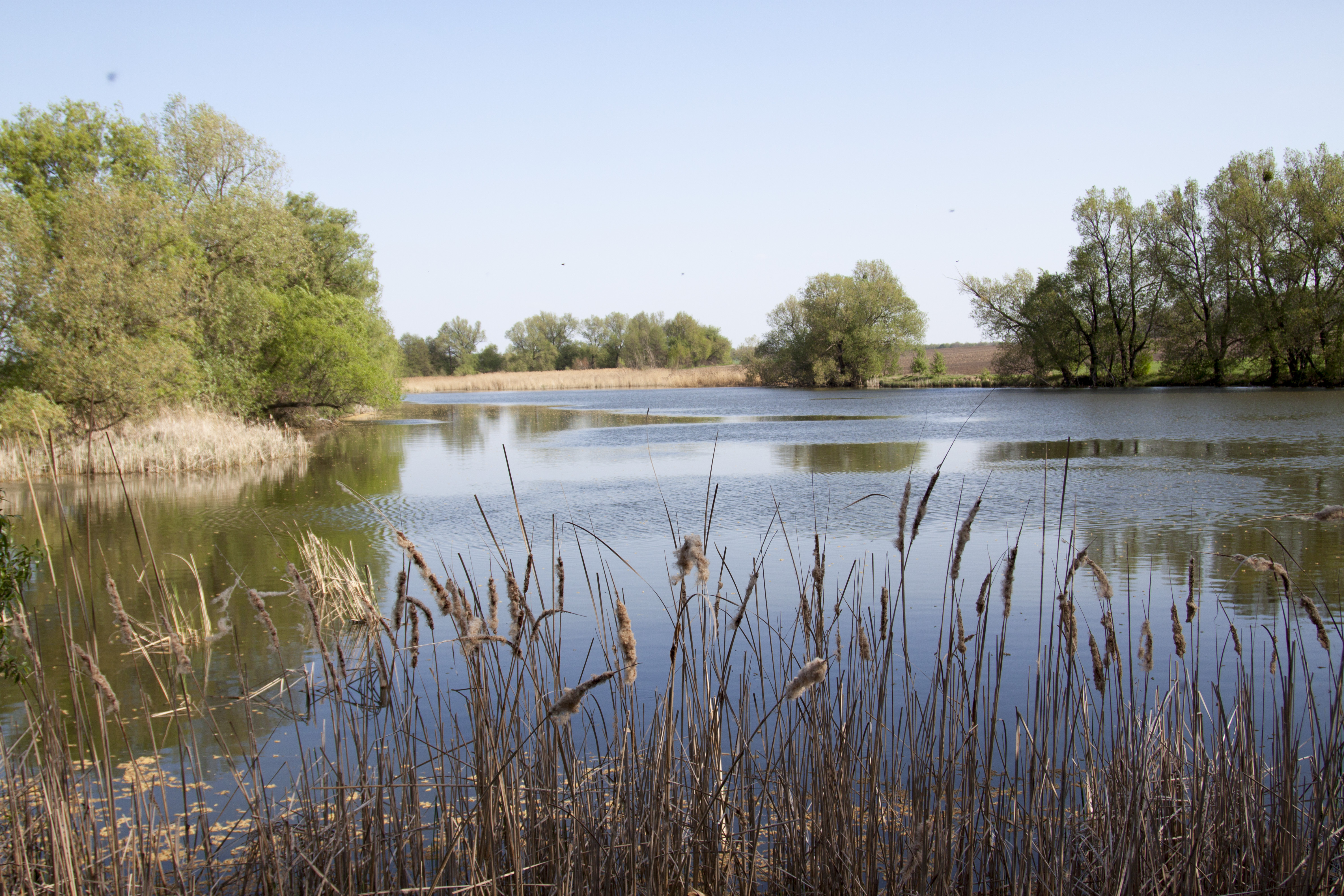
Пруд
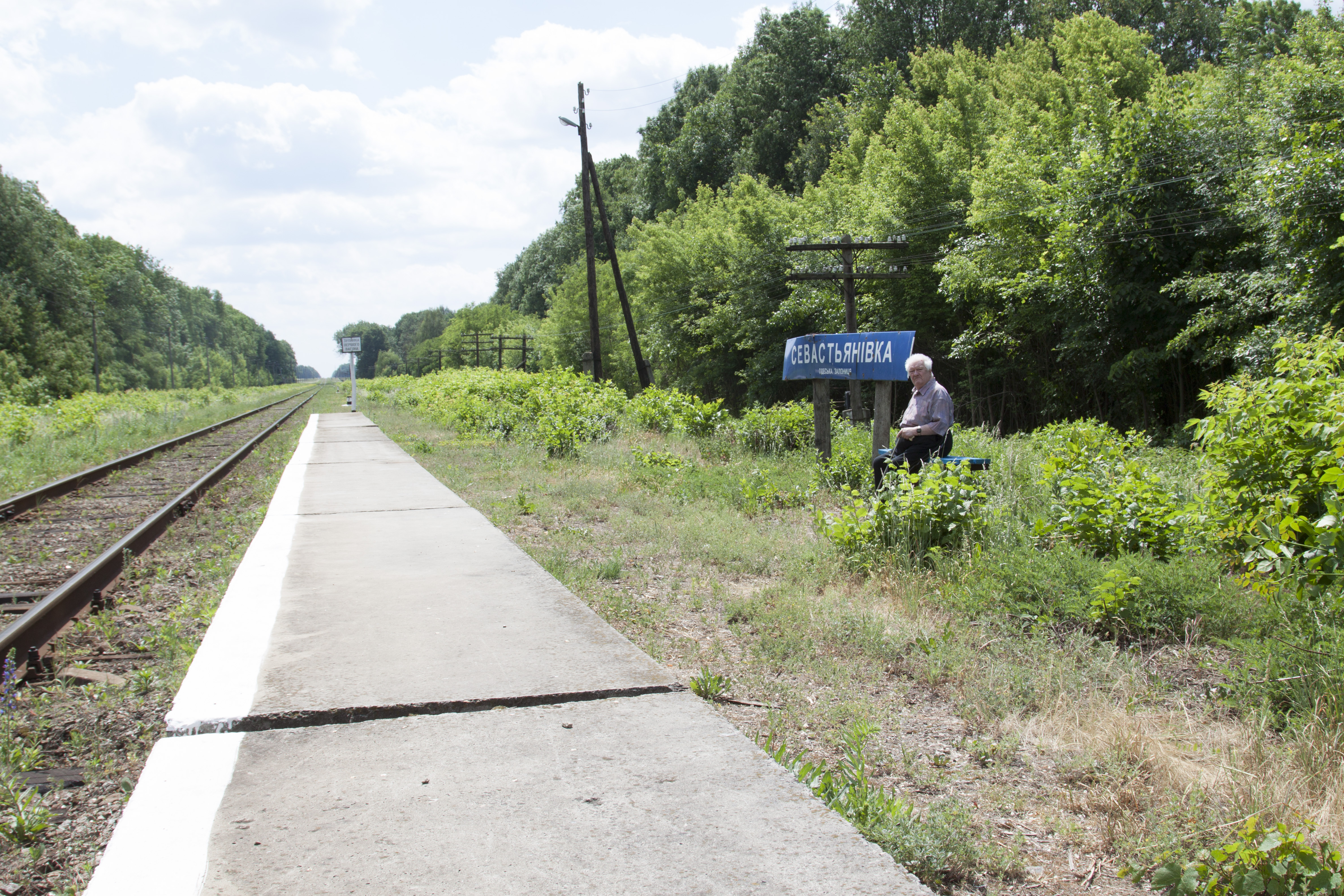
Ж/д платформа
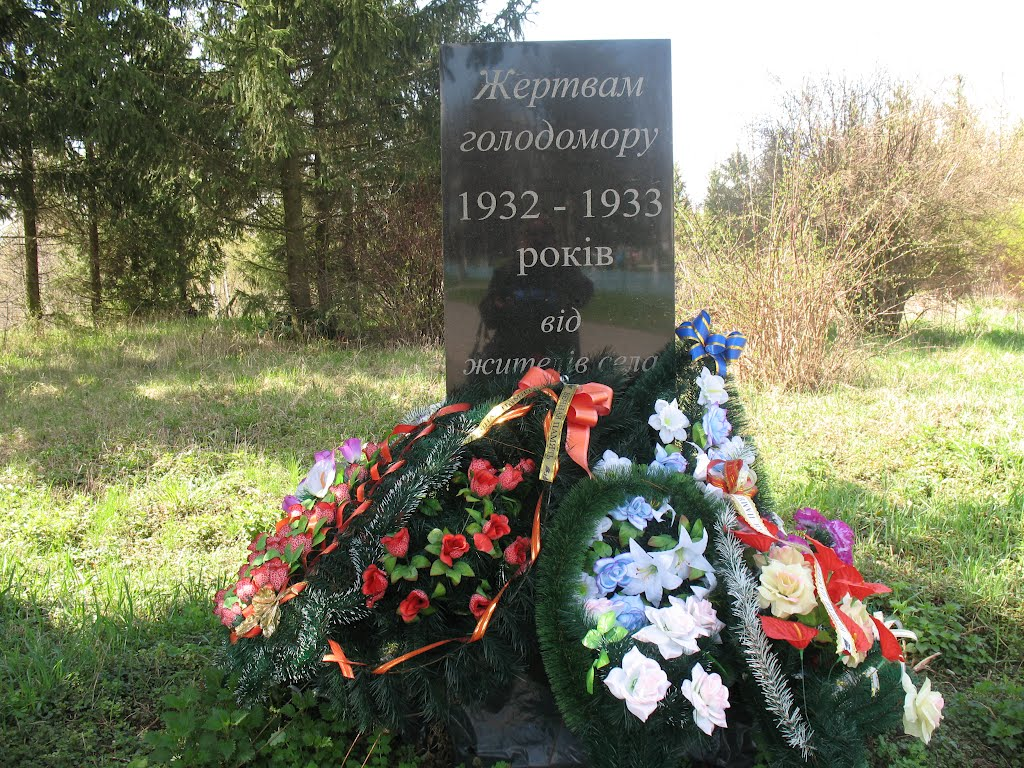
Памятник жертвам голодомора 1933 г.
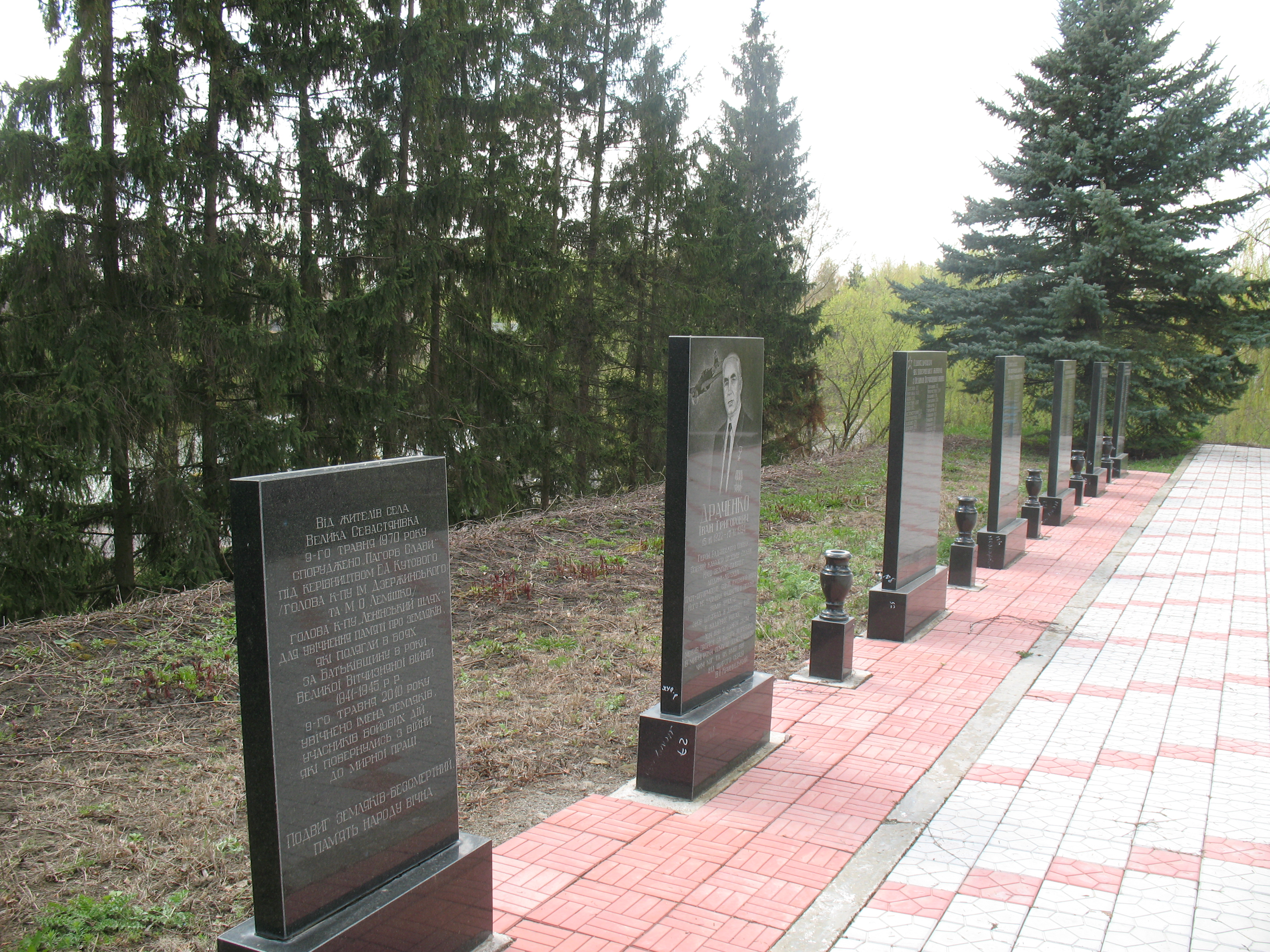
Мемориал погибшим в 1941—1945